# 马来西亚日
马来西亚日（阿拉伯文:يوم ماليزيا）于每年的9月16日盛大庆祝，以纪念1963年9月16日马来西亚的成立，但它并不是马来西亚的国庆日。它是标志着马来亚联合邦、北婆罗洲（今沙巴）、砂拉越和新加坡于1963年共同组成马来西亚联邦。

## 历史
新联邦的成立原拟于1963年6月1日进行，但为了配合马来西亚国庆日，此计划被延后至1963年8月31日。基于印度尼西亚和菲律宾这两个邻国对新联邦的成立表示反对，此计划再度延后至同一年的9月16日。此项延后也是为了让联合国有更充足的时间于北婆罗洲（现为沙巴）和砂拉越完成关于两州加入此联邦的意愿的公民投票程序。 在联合王国、马来亚联合邦、砂拉越、北婆罗洲和新加坡签署1963年马来西亚协定（Malaysia Agreement 1963）后，马来西亚得以成立。1963年马来西亚协定列出了联邦成员共同组成一个名为马来西亚的联邦的条件。新加坡随后于1965年8月9日从马来西亚联邦被除名因而独立，成为一个主权国家。
1995年9月16日，时任首相马哈迪·莫哈末在太子世界贸易中心推出了以吉隆坡文化花园（Taman Budaya）为主题的1995年马来西亚节。
自2010年起，马来西亚日成为了全国公共假期。
2018年9月16日，时任首相马哈迪到亚庇出席2018年马来西亚日庆祝活动时指出，政府研究《1963年马来西亚协议》后，布城将恢复沙巴和砂拉越作为马来半岛平等伙伴的地位。
2020年9月16日，马哈迪强调，必须支持《1963年马来西亚协议》，以便马来半岛、沙巴和砂拉越维持平等伙伴地位。他也回忆当年国父东姑阿都拉曼于1963年9月16日在默迪卡体育场宣布马来西亚成立时，当时38岁的他心情复杂：“我感到光荣，因为马来联邦，沙巴（北婆罗州），砂拉越（砂拉越自治）和新加坡共同组成了马来西亚；同时我感到忐忑不安，许多邻国如印度尼西亚，强烈反对马来西亚的成立。”

## 歌曲
《马来西亚无穷》是鲍比·金比 (Bobby Gimby)在20世纪60年代初创作的一首民歌，这首歌的标题是马来语短语“Hidup Malaysia”（字面意思为“马来西亚万岁”）的粗略翻译。这首歌是为庆祝1963年马来西亚成立而创作的，时任马来西亚第一任首相东姑阿都拉曼将该歌曲《马来西亚无穷》称为“马来西亚的非正式国歌”。这首歌分别是在吉隆坡和新加坡录制。